# Sang chaud pour meurtre de sang-froid
Pour plus de détails, voir Fiche technique et Distribution.
Sang chaud pour meurtre de sang-froid ou Analyse fatale au Québec (Final Analysis) est un film américain réalisé par Phil Joanou et sorti en 1992.

## Synopsis
Le psychiatre Isaac Barr compte parmi ses patientes Diana Baylor, qui souffre de trouble obsessionnel compulsif. Le Dr Barr va peu à peu se lancer dans une relation particulière avec la sœur de Diana, Heather. Celle-ci est cependant mariée avec un malfrat, Jimmy Evans, dont elle veut se séparer. Elle fait comprendre à son amant qu'elle a l'intention de tuer son mari.
Heather est arrêtée pour le meurtre de Jimmy. Isaac engage son ami avocat Mike O'Brien pour la représenter. Il fait également appel à un Expert judiciaire en intoxication pathologique pour témoigner en son nom. Heather est déclarée non coupable pour cause de folie. Elle est condamnée à l'internement dans un établissement psychiatrique, où elle sera évaluée. Isaac assure à Heather qu'elle sera bientôt libérée.

## Fiche technique
Sauf indication contraire, les informations mentionnées dans cette section peuvent être confirmées par la base de données cinématographiques IMDb,  présente dans la section « Liens externes ».
- Titre français : Sang chaud pour meurtre de sang-froid
- Titre québécois : Analyse fatale
- Titre original : Final Analysis
- Réalisation : Phil Joanou
- Scénario : Wesley Strick, d'après une histoire de Robert Berger et Wesley Strick
- Musique : George Fenton
- Photographie : Jordan Cronenweth
- Montage : Thom Noble
- Décors : Dean Tavoularis
- Costumes : Aude Bronson-Howard
- Production : Paul Junger Witt, Charles Roven, Tony Thomas, John Solomon, Richard Gere et Maggie Wilde
- Sociétés de production : Warner Bros. Pictures, Witt/Thomas Productions et Roven-Cavallo Entertainment
- Distribution : Warner Bros.
- Pays de production :  États-Unis
- Format : Couleurs - 1,85:1 - Dolby - 35 mm
- Genre : thriller érotique, drame, néo-noir
- Durée : 124 minutes
- Dates de sortie : 
  - États-Unis : 7 février 1992
  - France : 8 avril 1992

## Distribution
- Richard Gere (VF : Richard Darbois / VQ : Jean-Luc Montminy) : Dr Isaac Barr
- Kim Basinger (VF :  Michèle Buzynski / VQ : Claudie Verdant) : Heather Evans
- Uma Thurman (VF : Laurence Crouzet / VQ : Linda Roy) : Diana Baylor
- Eric Roberts (VF : Philippe Vincent / VQ : Éric Gaudry) : Jimmy Evans
- Paul Guilfoyle (VF : Mario Santini / VQ : Hubert Gagnon) : Mike O'Brien
- Keith David (VF : Gérard Rinaldi / VQ : Pierre Chagnon) : l'inspecteur Huggins
- Robert Harper  (VF : Gilbert Levy)  : Alan Lowenthal
- Agustin Rodriguez  (VQ : Gilbert Lachance)  : Pepe Carrero
- Rita Zohar : le docteur Grusin
- George Murdock  (VF : Pierre Baton)  : le juge Costello
- Shirley Prestia : Kaufman, la représentante du ministère public
- Tony Genaro  (VF : Yves Barsacq)  : Hector
- Katherine Cortez : l'oratrice
- Wood Moy : le docteur Lee
- Corey Fischer : le légiste
- Rico Alaniz : le vieil espagnol
- John Roselius : un adjoint du shérif
- Erick Avari : le modérateur
- Harris Yulin (VF : Marcel Guido / VQ : Benoît Marleau) : le substitut du procureur (non crédité)

 Source et légende : version québécoise (VQ) sur Doublage.qc.ca

## Production

### Genèse et développement
En décembre 1989, Screen International révèle que Richard Gere, Ellen Barkin et Melanie Griffith tiendront les rôles principaux de Final Analysis, produit par Witt/Thomas Productions et Warner Bros. Pictures. Le tournage doit alors se dérouler en avril 1990. Harold Becker est initialement lié au poste de réalisateur. Cependant, en juillet 1990, malgré une validation du projet par Warner Bros. et une date de tournage fixée à septembre 1990, le metteur en scène quitte finalement le projet. Richard Gere demeure lié au film mais il n'est pas précisé les deux actrices sont encore présentes. En octobre 1990, alors que Joel Schumacher avait un temps été envisagé, John Boorman est choisi comme réalisateur. Cependant, il reste peu de temps sur le projet, apparement en raison de désaccords sur le script avec Richard Gere. L'acteur aurait alors préféré une version sur laquelle avait travaillé Phil Joanou en 1988, avant de partir tourner Les Anges de la nuit. Phil Joanou est confirmé à la réalisation en décembre 1990. Susan Harris a par ailleurs officié comme script doctor non créditée au générique.
En avril 1991, il est annoncé que Richard Gere sera finalement entouré de Kim Basinger, Uma Thurman et Eric Roberts.

### Tournage
Le tournage débute en avril 1991. Il se déroule à San Francisco (hôtel de ville, pont du Golden Gate, ...), Los Angeles (Downtown, hôtel de ville, Park Plaza Hotel, UCLA, Westwood, ...), Pescadero (Phare de Pigeon Point) et Sausalito (Presidio Yacht Club).

## Distinctions
Kim Basinger est nommée au prix de la femme la plus désirable lors des MTV Movie Awards 1992. Le film obtient par ailleurs trois nominations (pire film, pire scénario et pire actrice pour Kim Basinger) lors des Razzie Awards 1993.